# Girls in Prison
Série Rebel Highway
Runaway Daughters
(1994) Shake, Rattle and Rock!
(1994)
Pour plus de détails, voir Fiche technique et Distribution.
Girls in Prison est un téléfilm américain réalisé par John McNaughton, diffusé en 1994.
Ce téléfilm fait partie de Rebel Highway, une anthologie rendant hommage aux films de « séries B » des années 1950 produits par American International Pictures et souvent diffusés en double programme et/ou dans des drive-in. Ces nouvelles versions mettent en scène de jeunes acteurs « en vogue » des années 1990.

## Synopsis
En 1952, à Hollywood, la jeune Aggie O'Hanlon aspire à une carrière de chanteuse. Elle est un jour accusée du meurtre du président d'un label. Elle est envoyée en prison. Elle y sympathise avec deux détenues. Celles-ci vont l'aider à se protéger d'autres détenues, car un contrat a été mis sur la tête d'Aggie. Le véritable meurtrier du producteur de musique tient à l'éliminer.

## Fiche technique
Sauf indication contraire, les informations mentionnées dans cette section peuvent être confirmées par la base de données cinématographiques IMDb,  présente dans la section « Liens externes ».
- Titre original : Girls in Prison
- Titre français alternatif : Les Prisonnières
- Réalisation : John McNaughton
- Scénario : Samuel Fuller et Christa Lang
- Musique : Hummie Mann
- Montage : Larry Bock
- Photographie : Jean de Segonzac
- Production : Lou Arkoff, David Giler, Debra Hill, Willie Kutner

Producteur associé : Amy Grauman Danziger
Coproducteur : Llewellyn Wells
- Sociétés de production : Showtime et Spelling Films International
- Distribution : American International Pictures, Dimension Films (DVD), Showtime (TV)
- Durée : 79 minutes
- Budget : 1,3 million de dollars[2]
- Pays d'origine :  États-Unis
- Langue originale : anglais
- Genre : drame, thriller
- Dates de sortie :

États-Unis : 19 août 1994 (1re diffusion sur Showtime)

## Distribution
- Diane McGee : Mme Felton
- Harvey Chao : Liam Fong
- Bahni Turpin : Melba
- Ralph Meyering Jr. : Jim Jeffrey
- Letitia Hicks : la réceptioniste
- Ione Skye : Carol Madison
- J. Patrick McCormack : Gordon Madison
- William Boyett : Dr. Shainmark
- David Paul Needles : McCarthy
- Tamara Clatterbuck : l'actrice
- Missy Crider : Aggie O'Hanlon
- Jon Polito : Boss Johnson
- Anne Heche : Jennifer
- Angie Rae McKinney : Miranda
- Raymond O'Connor : Mickey Maven

## Production
Lou Arkoff (en) (fils de Samuel Z. Arkoff) et Debra Hill lancent la série de téléfilms Rebel Highway. Ils invitent plusieurs réalisateurs confirmés comme William Friedkin, Joe Dante, Uli Edel, ou encore John Milius. Chacun doit choisir un titre parmi les anciens films produits par Samuel Z. Arkoff via American International Pictures. Chaque réalisateur ou réalisatrice peut ensuite engager les scénaristes de leur choix, créer l'histoire de leur choix (similaire ou non à celle du film original). Chaque cinéaste peut également choisir son directeur de la photographie, son monteur et dispose du final cut.
Chaque téléfilm dispose d'un budget de 1,3 million de dollars et de seulement douze jours de tournage. Les actrices et acteurs choisies doivent être des personnalités en pleine ascension.
Girls in Prison tire son titre du film du même nom (en) d'Edward L. Cahn sorti en 1956.

## Les téléfilmsRebel Highway
1. Roadracers de Robert Rodriguez, avec David Arquette et Salma Hayek (22 juillet 1994)
2. Confessions d'une rebelle (Confessions of a Sorority Girl) d'Uli Edel, avec Jamie Luner et Alyssa Milano (29 juillet 1994)
3. Motorcycle Gang de John Milius, avec Gerald McRaney et Jake Busey (9 août 1994)
4. Runaway Daughters de Joe Dante, avec Julie Bowen et Paul Rudd (12 août 1994)
5. Girls in Prison de John McNaughton, avec Anne Heche et Ione Skye (19 août 1994)
6. Shake, Rattle and Rock! d'Allan Arkush, avec Renée Zellweger et Howie Mandel (26 août 1994)
7. Dragstrip Girl de Mary Lambert, avec Mark Dacascos et Natasha Gregson Wagner (2 septembre 1994)
8. Vilaines Filles et Mauvais Garçons (Jailbreakers) de William Friedkin, avec Antonio Sabato Jr. et Shannen Doherty (9 septembre 1994)
9. Cool and the Crazy de Ralph Bakshi, avec Jared Leto et Alicia Silverstone (16 septembre 1994)
10. Reform School Girl de Jonathan Kaplan, avec Aimee Graham et Matt LeBlanc (23 septembre 1994)